# Daventry
Daventry è una cittadina di 22 367 abitanti della contea del Northamptonshire, in Inghilterra.

## Amministrazione

### Gemellaggi
- Westerburg, Germania